# Oxidus avia
Oxidus avia är en mångfotingart som först beskrevs av Karl Wilhelm Verhoeff 1937.  Oxidus avia ingår i släktet Oxidus och familjen orangeridubbelfotingar. Inga underarter finns listade i Catalogue of Life.